# Parkliv!
Parkliv! är ett livealbum av den svenska popgruppen Gyllene Tider, inspelat live i Mjölby Folkets park den 31 juli och Vägasked i Skåne den 1 augusti 1981, endast utgivet i CD-boxen Kompakta Tider den 3 juli 1990. Regissören Lasse Hallström spelade samtidigt in en film med samma namn. Den utkom på DVD den 29 september 2004.

## Låtlista
1. Tuff tuff tuff (som ett lokomotiv) - 3:30
2. På jakt efter liv - 3:29
3. Det hjärta som brinner - 3:00
4. Tylö Sun (California Sun) - 3.03
5. Ljudet av ett annat hjärta - 3.39
6. Flickorna på TV 2 - 3:43
7. Billy - 5:29
8. Presentation av bandet - 0:58
9. (Kom så ska vi) Leva livet - 3:13
10. Ska vi älska, så ska vi älska till Buddy Holly - 5:08
11. När vi två blir en - 4:48
12. När alla vännerna gått hem - 4:17